# عائشة نوري
عائشة نوري (بالإنجليزية: Ayesha Norrie)‏ (29 مارس 1997 بأستراليا - ) هي لاعبة كرة قدم أسترالية في مركز الوسط. لعبت مع Brisbane Roar FC (women) ‏.

## وصلات خارجية
- عائشة نوري على موقع قاعدة بيانات كرة القدم.إي يو (الإنجليزية)
- عائشة نوري على موقع Soccerway.com (الإنجليزية)